# Serrat de la Caseta
El Serrat de la Caseta és una serra situada al municipi de Navès (Solsonès), amb una elevació màxima de 617,5 metres.